# Holland ved sommer-OL 2016
Holland deltog ved Sommer-OL 2016 i Rio de Janeiro som blev arrangeret i perioden 5. august til 21. august 2016.

## Medaljer
| 2016 Rio de Janeiro | Guld | Sølv | Bronze | Total |
| Holland             | 8    | 7    | 4      | 19    |

### Medaljevinderne
| Holland under sommer-OL 2016 i Rio de Janeiro | Holland under sommer-OL 2016 i Rio de Janeiro | Holland under sommer-OL 2016 i Rio de Janeiro | Holland under sommer-OL 2016 i Rio de Janeiro | Holland under sommer-OL 2016 i Rio de Janeiro |
| Medalje                                       | Navn | Sport                                         | Event                                         | Dato                                          |
| --------------------------------------------- | --- | --------------------------------------------- | --------------------------------------------- | --------------------------------------------- |
| Guld                                          | Anna van der Breggen | Cykling                                       | Kvindernes linjeløb                           | 7. august                                     |
| Guld                                          | Maaike Head Ilse Paulis | Roning                                        | Kvindernes letvægtsdobbeltsculler             | 12. august                                    |
| Guld                                          | Elis Ligtlee | Cykling                                       | Kvindernes keirin                             | 13. august                                    |
| Guld                                          | Dorian van Rijsselberghe | Sejlsport                                     | Mændenes RS:X                                 | 14. august                                    |
| Guld                                          | Sharon van Rouwendaal | Svømning                                      | Kvindernes 10 km                              | 15. august                                    |
| Guld                                          | Sanne Wevers | Gymnastik                                     | Kvinderns bom                                 | 15. august                                    |
| Guld                                          | Ferry Weertman | Svømning                                      | Mændenes 10 km                                | 16. august                                    |
| Guld                                          | Marit Bouwmeester | Sejlsport                                     | Kvindernes Laser Radial                       | 16. august                                    |
| Sølv                                          | Tom Dumoulin | Cykling                                       | Mændenes enkelstart                           | 10. august                                    |
| Sølv                                          | Chantal Achterberg Nicole Beukers Inge Janssen Carline Bouw | Roning                                        | Kvindernes dobbeltfirer                       | 11. august                                    |
| Sølv                                          | Matthijs Büchli | Cykling                                       | Mændenes keirin                               | 16. august                                    |
| Sølv                                          | Dafne Schippers | Atletik                                       | Kvindernes 200 m                              | 17. august                                    |
| Sølv                                          | Jelle van Gorkom | Cykling                                       | Mændenes BMX                                  | 19. august                                    |
| Sølv                                          | Netherlands women's national field hockey team \| Naomi van As \| \| Laurien Leurink \| \| \| \| Willemijn Bos \| \| Caia van Maasakker \| \| \| \| Carlien Dirkse van den Heuvel \| \| Kitty van Male \| \| \| \| Margot van Geffen \| \| Maartje Paumen \| \| \| \| Eva de Goede \| \| Joyce Sombroek \| \| \| \| Ellen Hoog \| \| Maria Verschoor \| \| \| \| Kelly Jonker \| \| Xan de Waard \| \| \| \| Marloes Keetels \| \| Lidewij Welten \| \| \| | Hockey                                        | Kvindernes turnering                          | 19. august                                    |
| Sølv                                          | Nouchka Fontijn | Boksning                                      | Kvindernes mellemvægt                         | 21. august                                    |
| Bronze                                        | Anicka van Emden | Judo                                          | Kvindernes 63 kg                              | 9. august                                     |
| Bronze                                        | Anna van der Breggen | Cykling                                       | Kvindernes enkeltstart                        | 10. august                                    |
| Bronze                                        | Dirk Uittenboogaard Boaz Meylink Kaj Hendriks Boudewijn Roell Olivier Siegelaar Tone Wieten Mechiel Versluis Robert Lücken Peter Wiersum (cox) | Roning                                        | Mændenes otter                                | 13. august                                    |
| Bronze                                        | Alexander Brouwer Robert Meeuwsen | Volleyball                                    | Mændenes beachvolleyball                      | 18. august                                    |
| Naomi van As                                  | | Laurien Leurink                               |                                               |                                               |
| Willemijn Bos                                 | | Caia van Maasakker                            |                                               |                                               |
| Carlien Dirkse van den Heuvel                 | | Kitty van Male                                |                                               |                                               |
| Margot van Geffen                             | | Maartje Paumen                                |                                               |                                               |
| Eva de Goede                                  | | Joyce Sombroek                                |                                               |                                               |
| Ellen Hoog                                    | | Maria Verschoor                               |                                               |                                               |
| Kelly Jonker                                  | | Xan de Waard                                  |                                               |                                               |
| Marloes Keetels                               | | Lidewij Welten                                |                                               |                                               |

## Svømning

### Resultater
| Dato      | Disciplin   | H/D    | Udøver                                                                                | Indledende heat | Indledende heat | Semifinale          | Semifinale          | Finale              | Finale              |
| Dato      | Disciplin   | H/D    | Udøver                                                                                | Tid             | Placering       | Tid                 | Placering           | Tid                 | Placering           |
| --------- | ----------- | ------ | ------------------------------------------------------------------------------------- | --------------- | --------------- | ------------------- | ------------------- | ------------------- | ------------------- |
| 6. august | 400 m fri   | Herrer | Maarten Brzowkowski                                                                   | 3:48,00         | 18              | N/A                 | N/A                 | ude af konkurrencen | ude af konkurrencen |
| 6. august | 4x100 m fri | Damer  | Marrit Steenbergen Femke Heemskerk Inge Dekker Ranomi Kromowidjojo Maud van der Meer* | 3:35,94         | 5 Q             | N/A                 | N/A                 | 3:33,81             | 4                   |
| 7. august | 100 m ryg   | Damer  | Kira Toussaint                                                                        | 1:01,17         | 18              | ude af konkurrencen | ude af konkurrencen | ude af konkurrencen | ude af konkurrencen |

- Svømmede i heats kun